# Sudaria
Genre
Sudaria est un genre d'opilions laniatores de la famille des Assamiidae.

## Distribution
Les espèces de ce genre sont endémique d'Indonésie. Elles se rencontres à Sumatra et à Sulawesi.

## Liste des espèces
Selon World Catalogue of Opiliones (04/06/2021) :
- Sudaria atrolutea Roewer, 1935
- Sudaria jacobsoni Roewer, 1923
- Sudaria sarasinorum (Roewer, 1914)
- Sudaria simaluris Roewer, 1923

## Publication originale
- Roewer, 1923 : Die Weberknechte der Erde. Systematische Bearbeitung der bisher bekannten Opiliones. Gustav Fischer, Jena, p. 1-1116 (texte intégral).